# Conspiracy (Star Trek: The Next Generation)
"Conspiracy" é o vigésimo quinto episódio da primeira temporada da série de ficção científica estadunidense Star Trek: The Next Generation. Foi exibido pela primeira vez nos Estados Unidos por redifusão em 9 de maio de 1988, tendo sido escrito por Tracy Tormé a partir de uma história de Robert Sabaroff e dirigido por Cliff Bole. The Next Generation se passa no século XXIV e acompanha as aventuras da tripulação da nave estelar USS Enterprise-D. Neste episódio, o comportamento estranho de oficiais graduados faz o capitão Jean-Luc Picard e sua tripulação investigarem uma conspiração dentro da Frota Estelar.
A premissa original de "Conspiracy" foi criada pelo produtor executivo Gene Roddenberry e depois passada para ser trabalhada por Sabaroff e Tormé. Vários efeitos de maquiagem foram criados por Michael Westmore, incluindo uma cabeça explosiva feita de carne crua. Houve preocupações de que alguns efeitos eram muito gráficos, mas o episódio foi transmitido sem cortes. O episódio teve uma recepção mista, com críticas negativas ao roteiro e que a história era memorável apenas pelas cenas gráficas do final. "Conspiracy" venceu o Primetime Emmy Award de Melhor Realização em Maquiagem para uma Série.

## Enredo
O capitão Walter Keel da USS Horatio pede um encontro cara a cara com o capitão Jean-Luc Picard da USS Enterprise, relatando ordens estranhas vindas do quartel-general da Frota Estelar e aquilo que acha ser mortes suspeitas de oficiais que expressaram preocupações sobre uma conspiração. A Enterprise descobre pouco depois que a Horatio foi destruída. Data revisa todas as ordens emitidas pelo Comando da Frota Estelar nos últimos seis meses e descobre várias ordens estranhas vindas do alto escalão. A Enterprise vai para a Terra e é contatada pelos almirantes Savar, Aaron e Quinn, que expressam surpresa pela sua presença. Os três mesmo assim convidam Picard e o comandante William Riker para um jantar.
A doutora Beverly Crusher observa os almirantes tendo comportamentos e discussões bizarras entre si, descobrindo que um parasita parecido com um inseto está controlando o cérebro de Quinn. Os outros almirantes também estão infectados e eles revelam durante o jantar que querem tomar a Frota Estelar usando hospedeiros humanoides. Picard e Riker conseguem incapacitar os almirantes e seus parasitas fogem. Os dois em seguida encontram o tenente-comandante Dexter Remmick, o ajudante de Quinn, que está transmitindo um sinal para o espaço. Picard e Riker atiram e destroem o corpo de Remmick, libertando uma parasita enorme que também é destruído. Crusher revela que os outros parasitas morreram sem a presença do parasita principal de Remmick. Data teoriza que o sinal de Remmick era um farol para mais criaturas semelhantes.

## Produção
A premissa original deste episódio veio do produtor executivo Gene Roddenberry, o criador de Star Trek: The Next Generation, que escreveu uma proposta de uma única frase chamada "The Assassins". Robert Sabaroff expandiu a ideia para trinta páginas, porém esta versão foi considerada muito cara. Tracy Tormé reescreveu o trabalho de Sabaroff, porém os produtores acharam que o resultado era muito sombrio até Roddenberry aprová-lo. Uma das versões anteriores tinha uma facção dentro da Frota Estelar conspirando em vez de parasitas, mas Roddenberry não gostava de mostrar a Frota Estelar de maneira tão negativa. O final do "Conspiracy" tinha a intenção de levar à introdução dos borg, que inicialmente foram concebidos como uma espécie insetoide, na segunda temporada, um elemento de enredo também prenunciado no episódio seguinte, "The Neutral Zone". Os borg acabaram sendo reimaginados como seres cibernéticos e assim esse elemento foi abandonado, com a história do sinal dos parasitas nunca sendo resolvida.
A cena com Remmick e o parasita foi adicionada durante a pós-produção, pois tinha sido roteirizada para ter Picard e Riker enfrentando uma criatura de tamanho real. A parte em que o parasita entra na garganta de Remmick foi criada com uma protuberância em que o supervisor de maquiagem Michael Westmore ficava soprando em uma bexiga sob um pescoço falso, com a cena demorando várias tomadas porque Bole ficou tentando fazer com que Westmore hiperventilasse do esforço. Os parasitas foram criados pela empresa Makeup & Effects Laboratories a partir de um desenho de Rick Sternbach. Um molde do rosto do ator Paul Newman foi preenchido com carne crua e então explodido para criar o efeito quando Picard e Riker atiram em Remmick, porém o co-produtor executivo Rick Berman e o produtor associado Peter Lauritson ficaram preocupados que a cena tinha ficado excessivamente gráfica. O supervisor de efeitos visuais Dan Curry convidou seu filho de seis anos para assistir ao episódio para testar a reação de crianças; o menino gostou tanto que até sugeriu a criação de um boneco de Remmick cuja cabeça explodiria com um botão. Isto convenceu Berman a permitir que o episódio fosse ao ar sem cortes.
Vários efeitos dos filmes de Star Trek foram reutilizados, incluindo cenas da Terra e da Doca Espacial Um e uma pintura do Comando da Frota Estelar. As portas para a sala de jantar foram reutilizadas a partir da segunda temporada para o cenário do Bar Panorâmico. "Conspiracy" também marca a aparição do primeiro boliano em Star Trek, espécie nomeada em homenagem a Bole. Os parasitas reapareceram em romances de Star Trek: Deep Space Nine, em que são retratados como simbiontes trill que sofreram mutação.

## Repercussão

### Transmissão
"Conspiracy" foi exibido pela primeira vez nos Estados Unidos por redifusão na semana que começou em 9 de maio de 1988. Teve um índice Nielsen de 9,4, refletindo a porcentagem das residências que assistiram ao episódio durante o horário. Isto foi uma diminuição de 0,3 por centro em relação ao predecessor "We'll Always Have Paris", também sendo um ponto porcentual menor do sucessor "The Neutral Zone". Um aviso foi exibido antes de sua transmissão no Canadá por causa da natureza de seu conteúdo. Foi inicialmente banido pela BBC no Reino Unido, porém foi posteriormente transmitido na BBC2 com as cenas dos parasitas bastante reduzidas.

### Crítica
Keith R. A. DeCandido da Reactor descreveu "Conspiracy" como "um episódio desagradável que não chega nem perto do nível de desagradável que poderia ser", descrevendo os almirantes como "chatos ou cômicos em vez de ameaçadores". Mesmo assim, DeCandido achou que a revelação da conspiração foi divertida e que já que The Next Generation não fazia muitos episódios de ação-terror, este era "uma boa mudança de ritmo, se nada mais". Zack Handlen da The A.V. Club achou "Conspiracy" era um "episódio difícil de se esquecer", porém que não se "encaixava" com o restante da temporada. Handlen achou que algumas partes do enredo era "idiotas" e que os almirantes pareciam uma "Convenção de Vilões de Bond", criticando os diálogos do episódio e de que tudo acontece tão repentinamente para que o telespectador compreenda o que está acontecendo.
R. L. Shaffer da IGN gostou bastante do episódio, descrevendo-o "Visualmente perturbador e assustador como o inferno, mesmo que o enredo seja um pouco derivado de Invasion of the Body Snatchers" e também achando que ainda tinha alguma relevância política nos dias atuais. Jamahl Epsicokhan da Jammer's Reviews  também foi positivo sobre o episódio e achou que ele era o "mais tenso e imprevisível" da temporada, afirmando que parecia um episódio de The X-Files e que o encontro de Picard com os almirantes era "uma escalada bem encenada de horror contido". Mesmo assim, Epsicokhan achou que "Conspiracy" era uma narrativa no geral bastante contrária aos ideias de Star Trek.
A autora Robin Roberts achou que o episódio continha elementos misóginos e reminiscente de elementos datados de ficção científica pulp. Ela destacou que a parasita principal é descrita explicitamente como uma fêmea e que esta parece incorporar os estereótipos femininos de cooperação e um eu coletivo indiferenciado que foi longe demais. Enquanto isso, a parasita é enfrentada principalmente por homens representando a individualidade masculina, enquanto seus alvos também são homens. Por outro lado, Roberts também diz que apesar da parasita ser maligna, ela é poderosa e consequentemente uma ameaça a hierarquia masculina da Frota Estelar representada neste episódio.
Westmore, Werner Keppler, Rolf Keppler e Gerald Quist venceram o Prêmio Emmy do Primetime de Melhor Realização em Maquiagem para uma Série por este episódio.

## Mídia caseira
A primeira vez que "Conspiracy" foi disponibilizado em mídia caseira foi em 26 de maio de 1993 quando foi lançado no formato VHS nos Estados Unidos e Canadá. Foi lançado em LaserDisc no Japão em 9 de outubro de 1995 como parte da coleção da segunda metade da primeira temporada. Foi lançado em DVD em 26 de março de 2002 como parte da coleção completa da primeira temporada. Foi remasterizado e lançado em Blu-ray em 24 de julho de 2012 como parte da coleção da primeira temporada.